# معد الجبوري
معد أحمد حمدون الجبوري (1943 - 1 أبريل 2017) شاعر وكاتب مسرحي عراقي. ولد في مدينة الموصل. تخرّج من كلية الشريعة في جامعة بغداد عام 1968. عمل مديرًا للمجمع الإذاعي التلفزيوني في محافظة نينوى. من دواوينه الشعرية اعترافات المتّهم الغائب 1971 للصّورة لون آخر 1974 ووردة للسفر 1982 وهذا رهاني 1986 وآخر الشظايا 1988 وعدة مسرحيّات شعرية آدابا 1977 وشموكين 1980 والشرارة 1986. كان عضوًا في اتحاد الأدباء في العراق منذ 1970 ونقابة الفنانين في العراق منذ 1980 ورئيس لفرع نقابة الفنانين في نينوى بين 81-1986. توفي في مسقط رأسه إثر تدهور صحته.

## سيرته
ولد معد أحمد حمدون الجبوري 1946 بمدينة الموصل. تخرج في كلية الشريعة بجامعة بغداد 1968. ثم عمل مدرساً ثم مديراً للنشاط المدرسي في تربية محافظة نينوى، ومديراً للمجمع الإذاعي التلفزيوني في محافظة نينوى حتى عام 2003. ثم انقطع عن العمل الوظيفي في نيسان 2003 وأحيل على التقاعد.
كان عضوًا في اتحاد الأدباء في العراق منذ 1970 ونقابة الفنانين في العراق منذ 1980 ورئيس لفرع نقابة الفنانين في نينوى بين 81-1986.
نشر إنتاجه الشعري في المجلات والصحف العربية والعراقية منذ أواخر الستينيات، ومثل العراق في العديد من مهرجانات الشعر خارج العراق، عرضت أعماله المسرحية على خشبة المسرح عشرات المرات في العراق وخارجه. ترجمت أعماله إلى العديد من اللغات الأجنبية كالإنجليزية والإسبانية والألمانية والروسية والهنغارية.
توفي في 1 أبريل 2017 في الموصل عن عمر 71 عاما إثر مرضٍ لم يمهلهُ طويلاً.

## مؤلفاته
من دواوينه الشعرية:
- اعترافات المتهم الغائب، 1971
- للصورة لون آخر، 1974
- وردة للسفر، 1982
- هذا رهاني، 1986
- آخر الشظايا، 1988
- طرديات أبي الحارث الموصلي
- كتاب المكابدات
- أوراق الماء
- حُرَق في فضاء الأرق
- في مهب دمي
- أوراق من الضفة الثالثة، 2013
- وقت لحرائق الكلمات، 2014

من مسرحياته:
- آدابا،1977
- شموكين، 1980
- الشرارة، 1986
- مسرحيات غنائية، بالاشتراك، 1986.